# Lettice Knollys
Lettice Knollys, chiamata a volte Laetitia, nota anche come Lettice Devereux o Lettice Dudley (Rotherfield Greys, 8 novembre 1543 – Drayton Bassett, 25 dicembre 1634), è stata una nobildonna inglese, contessa di Essex e di Leicester per matrimonio e madre di Robert Devereux, II conte d'Essex e Dorothy, contessa di Northumberland.
A causa del matrimonio con il favorito di Elisabetta I, Robert Dudley, I conte di Leicester, incorse nell'odio eterno della Regina. Lettice Knollys era pronipote di Anna Bolena, essendo sua nonna Maria Bolena, sorella di Anna, e fin da piccola era stata a contatto con la futura Elisabetta I. All'età di 17 anni sposò Walter Devereux, I conte di Essex (16 settembre 1541-22 settembre 1576) e quando questi divenne Conte di Essex nel 1572 Lettice divenne Contessa. L'anno seguente suo marito andò in Irlanda e fu forse allora che strinse una relazione con Robert Dudley, I conte di Leicester, lo scandalo che ne derivò fu enorme e non cessò nemmeno con la morte di Deveraux avvenuta in Irlanda tre anni più tardi. Quando Elisabetta lo seppe bandì per sempre Lettice dalla corte, tagliandole di fatto ogni prospettiva di vita sociale futura. Lei e Dudley ebbero un solo figlio, Robert, che morì all'età di tre anni, in ogni caso il loro matrimonio parve essere piuttosto felice, come lo fu il suo terzo matrimonio contratto con Christopher Blount (1555 o 1556-18 marzo 1601) nel 1589, pochi mesi dopo la morte di Dudley.
Lettice, sia per nascita sia per i matrimoni, si trovò a essere una donna ricca, anche se i debiti contratti nel corso degli anni la privarono di parte delle sue sostanze. Nel 1604-1605 dovette affrontare la causa intentata dal figlio illegittimo di Dudley, Robert Dudley, conte di Warwick, per il riconoscimento della propria legittimità, possibilità che era invisa a Lettice perché insinuava il dubbio della bigamia sulla sua unione con Dudley. La causa comunque si risolse a sfavore di Warwick.
Lettice morì il giorno di Natale a 91 anni.

## Biografia

### Infanzia
Lettice Knollys nacque in un piccolo villaggio dell'Oxfordshire l'8 novembre 1543, da Francis Knollys e da Catherine Carey. La madre era figlia di Maria Bolena, sorella della regina Anna, mentre suo padre era un membro del Parlamento inglese e rivestiva la carica di Master of the Horses sotto Edoardo VI d'Inghilterra.
I suoi genitori erano dei protestanti e nel 1556 furono costretti a scappare a Francoforte per evitare la persecuzione religiosa che Maria I d'Inghilterra stava attuando contro tutti i fedeli riformati portando con sé cinque dei loro figli. Non è dato sapere se Lettice fosse o meno con loro, per questo potrebbe aver passato diversi anni presso la casa dove viveva Elisabetta I d'Inghilterra, che era anche sua cugina, e con i quali erano in buoni rapporti. I Knollys tornarono in Inghilterra nel 1559, due mesi dopo l'ascesa al trono di Elisabetta e Sir Fracis venne insignito della carica di Ciambellano, mentre sua madre fu nominata Lady of the Bedchamber e Lettice Damigella d'Onore.

### Primo matrimonio
Nel tardo 1560 Lettice sposò Walter Devereux (16 settembre 1541-22 settembre 1576) e i coniugi andarono a vivere nella dimora di lui nello Staffordshire. I primi anni di matrimonio vennero trascorsi lontani dalla corte dove Lettice tornò soltanto nel 1565, in quell'occasione, già incinta del suo primo figlio maschio, flirtò con Robert Dudley, I conte di Leicester, favorito della regina. Elisabetta in un rigurgito di gelosia rispedì la cugina nello Staffordshire dove rimase quasi ininterrottamente per i successivi quattro anni.
Walter fu creato Conte di Essex nel 1572 e Lettice assurse al rango di Contessa. In quello stesso periodo egli suggerì alla regina di effettuare quella che divenne nota con il nome di Plantation, portando nella zona dell'Ulster degli uomini inglesi perché lo colonizzassero. Elisabetta acconsentì e Walter venne mandato in Irlanda a seguire il progetto, nei due anni di assenza del marito è possibile che Lettice abbia avviato una relazione con Robert Dudley, anche se i suoi spostamenti di quel periodo sono tutt'altro che chiari. Nel 1573 egli le inviò della cacciagione dal proprio Castello di Kenilworth e Lettice andò da lui per delle battute di caccia l'anno seguente e nel 1576. Lettice fu anche presente, nel luglio del 1575, al festival di 19 giorni che egli mise in piedi al castello per intrattenere Elisabetta e da lì la comitiva reale partì per lo Staffordshire dove furono accolti nella dimora di Lettice.
Nel dicembre del 1575 Walter ritornò dall'Irlanda e si cominciò a parlare del grande scandalo che stava producendo la, supposta, relazione fra Dudley e Lettice, a dispetto di ogni chiacchiera Walter ritornò in Irlanda poco dopo e lì morì di dissenteria il 22 novembre del 1576. La voce che voleva Essex morto avvelenato da Dudley sorsero immediatamente e non si placarono nemmeno quando la corte chiamata a giudicare il caso proclamò che il decesso era avvenuto per cause naturali. Alla fine dell'inchiesta il corpo di Walter venne scortato da Lettice nel Carmarthen dove vennero officiati i funerali.
L'appannaggio vedovile che suo marito le aveva lasciato si rivelò insufficiente per vivere e, privata anche della dimora nello Staffordshire, Lettice dovette cercare un'altra sistemazione, trasferendosi nella casa di suo padre dov'era nata. Per ovviare a questo stato di relativa povertà Lettice si rivolse all'esecutore testamentario del marito perché le venisse aumentato l'appannaggio, ci vollero sette mesi di velate e reciproche minacce perché si giungesse alla fine a un accordo vantaggioso per entrambi. Non ebbe successo invece la richiesta che Elisabetta condonasse i debiti presenti sul patrimonio ereditato dal suo figlio maggiore che si era visto ridurre, a causa di questi, considerevolmente la sua eredità.

### Secondo matrimonio
Il 21 settembre 1578 Lettice e Dudley convolarono a nozze a Wanstead Park, la Casa di campagna inglese del conte, alla cerimonia erano presenti poche persone, il fratello e il padre di Lettice, il fratello di Dudley, Ambrose Dudley, III conte di Warwick e gli amici Henry Herbert, II conte di Pembroke e Roger North, II barone North (1530-3 dicembre 1600). La testimonianza del cappellano, secondo la quale Lettice indossava una sorta di informale vestito da mattino invece che un abito da cerimonia suggerì più tardi l'idea che potesse essere incinta e che il matrimonio fosse avvenuto sotto la pressione di Sir Francis. Questa ipotesi non ha mai trovato conferma, nessun bambino comunque nacque da quel matrimonio per diversi anni, piuttosto in settembre scadevano i due anni di lutto formale che Lettice aveva dovuto portare per Walter.
Dudley all'epoca era già vedovo da diversi anni e, come confidato a North, aveva sperato a lungo di poter sposare Elisabetta, forte della sua posizione di favorito, e aveva così evitato di risposarsi per diciotto anni. Temendo comunque la reazione di Elisabetta, Dudley decise di mantenere le nozze segrete, ma due mesi dopo la notizia fu riportata a corte dall'ambasciatore francese, i timori di Dudley apparvero fondati, Elisabetta bandì Lettice dalla corte e almeno apparentemente non la perdonò mai ne approvò mai il matrimonio.

### Ritiro forzato dalla vita pubblica
Il bando regale costrinse Lettice a ritirarsi dalla vita sociale e, sebbene avesse continuato per molti altri anni a fregiarsi del titolo di contessa dell'Essex, condusse una vita estremamente discreta nell'Oxfordshire. Nel 1580 rimase incinta e l'anno seguente si trasferì sullo Strand (Londra) in una delle dimore del marito, stabilendosi poi lì e rendendo ancora più furiosa Elisabetta, probabilmente per il fatto di averla così in vista e vicino. D'altro canto i Dudley e i Knollys erano stati vicini già nel decennio del 1550 e diversi fratelli di Lettice avevano lavorato per il futuro cognato. Riguardo ai figli di primo letto si dice che Dudley sia stato un buon patrigno.
Il 19 luglio 1584 il loro unico figlio Robert morì all'età di tre anni distruggendo le speranze di continuare la dinastia dei Dudley attraverso il contado e poiché Lettice era ormai sui cinquant'anni difficilmente ci sarebbero stati altri figli. Secondo le cronache Dudley disertò i propri doveri a corte per qualche tempo asserendo di dover stare a casa con la moglie estremamente provata per la perdita. Nel 1585 Dudley fu mandato a combattere contro gli spagnoli e a dare man forte all'esercito delle Repubblica delle Sette Province Unite, ma ancora una volta incorse nelle ire della regina quando accettò, l'anno seguente, il titolo di Governatore-generale, forse temendo che la migrazione laggiù di Lettice creasse una sorta di seconda corte rivale. Informato di queste voci Dudley diede procura alla moglie di badare ad alcune delle loro proprietà mentre era via, rendendo quindi implicito che non aveva nessuna intenzione di farla partire per i Paesi Bassi. Dudley tornò in patria nel dicembre dello stesso anno, ma fu rispedito indietro il giugno seguente, con grande afflizione di Lettice, secondo le parole di suo figlio, e Dudly abbandonò la propria carica nel dicembre del 1587. Il 4 settembre 1588 Dudley morì, forse di malaria, e i funerali vennero celebrati a Warwick il mese seguente, alla presenza di una grande folla.

### Terzo matrimonio
Dudley lasciò Lettice estremamente ricca, il suo appannaggio, comprensivo di entrambe le rendite vedovili, si aggirava intorno alle 3.000£ annue cui si aggiungeva circa il doppio della cifra in altri beni. All'inizio però le difficoltà di riappianare tutti i debiti del marito misero Lettice in seria difficoltà arrivando a considerare l'ipotesi di non ottemperare ai propri doveri di esecutrice.
Nella primavera del 1589 Lettice si risposò con Christopher Blount (1555 o 1556-18 marzo 1601), di dodici anni più giovane di lei e vecchio amico del marito defunto. L'età avanzata di Lettice e la giovane età del marito fecero sorgere diversi pettegolezzi cui ella rispose spiegando che la sua era stata la scelta di una vedova indifesa, in ogni modo anche questo matrimonio fu almeno apparentemente felice. Circa sessant'anni dopo un poema satirico insinuò che Lettice avesse avvelenato anche Dudley, dopo Walter, avendo trovato un altro amante da sposare.
Nel 1596 Lettice vendette la propria casa sullo Strand al figlio e si trasferì in un villaggio dello Staffordshire che rimase la sua principale residenza fino alla morte. D'altro canto il perenne esilio dalla corte rendeva pressoché inutile vivere in pianta stabile a Londra e si accontentava di visite periodiche presso i figli e i nipoti. Alla fine in verità un piccolo incontro fu organizzato, ma non produsse un cambiamento sostanziale nei loro rapporti.

### Ribellione antimonarchica
Due anni prima, nel 1591, il suo figlio minore era morto in Francia durante un combattimento, questo spinse Lettice ad attaccarsi maggiormente al maschio che le era rimasto del quale la preoccupava la malinconia e la tendenza alla depressione. Nel 1599 Robert Devereux, II conte d'Essex fu mandato a reprimere una ribellione in Irlanda nel corso della Guerra dei nove anni. La missione di Robert fallì ed egli tornò in patria pur senza averne licenza e per questo venne arrestato, Lettice tentò in ogni modo di far liberare il figlio o almeno di vederlo, arrivando anche a fare dei doni a Elisabetta. La regina tuttavia accolse questi presenti senza sbilanciarsi in un senso o nell'altro. 
Alla fine Robert Devereux venne liberato e, nel 1601, incominciò a fortificare la propria casa londinese raccogliendo uomini e seguaci. Questo doveva essere l'inizio di una rivolta contro la regina che venne però stroncata sul nascere, Robert venne processato e giustiziato per tradimento nel 1601. In quell'occasione Lettice non perse solo il figlio, ma anche il marito che aveva partecipato al complotto del figliastro.

### Ultimi anni e morte
Il disbrigo delle pratiche testamentarie portò nuovi grattacapi a Lettice che vennero però in parte appianati dalla morte di Elisabetta avvenuta nel 1603. Il nuovo re, Giacomo I d'Inghilterra riabilitò Lettice, ridiede a suo nipote il titolo e le terre del contado di Essex (che erano state confiscate alla morte di Robert Devereux) e riappianò i debiti che ella aveva con la Corona.
Il 1603 vide però l'insorgere di altre difficoltà. Il figlio illegittimo di Dudley, Robert Dudley, conte di Warwick avrebbe dovuto ereditare il Castello di Kenilworth alla morte dello zio Ambrose Dudley, III conte di Warwick, sfortunatamente questo si trovava nelle immediate vicinanze di alcune terre che costituivano parte dell'appannaggio vedovile di Lettice e che erano anche parte dell'eredità dei figli di Lettice. Quando nel febbraio del 1590 Ambrose Dudley morì si trattò di capire se quelle terre potevano rientrare o meno entro la proprietà di Kenilworth.
Nel 1603 Warwick cercò di provare la propria legittimità così che egli divennise l'erede del titolo e dei beni derivanti dal contado di Warwick e di quello di Leicester. Inutile dire che Lettice fu ben lungi dall'approvare la cosa, se egli avesse vinto lo spettro della bigamia si sarebbe insinuato nel suo matrimonio con Dudley, mettendo a rischio la sua rendita. Nel 1604 Lettice si presentò presso la Star Chamber per perorare la propria causa e accusare Warwick di diffamazione. Davanti alla corte vennero presentati decine di testimoni, fra cui precedenti dipendenti, che giurarono di aver sempre sentito Dudley riconoscere l'illegittimità di quel figlio e Warwick d'altro canto fu incapace di portare prove convincenti della propria tesi. La causa, alla fine fu vinta da Lettice.
Da quel momento in poi, forse complice anche l'età che avanzava, Lettice si ritirò sempre più a vita privata circondata dai figli e dai nipoti, vivendo per lo più nella propria casa dello Staffordshire. Lettice morì il giorno di Natale del 1634 all'età di 91 anni, simbolo di un'era che ormai si era chiusa. Secondo i propri desideri venne sepolta nella chiesa dedicata alla Madonna a Warwick, accanto a Dudley e al figlio morto ancora piccolo.

## Discendenza
Dalle prime nozze con Walter Devereux, I conte di Essex Lettice ebbe cinque figli:
- Penelope Devereux;
- Dorothy Devereux (1564 circa-3 agosto 1619), futura Contessa di Northumberland;
- Robert Devereux, II conte d'Essex;
- Walter Devereux, (morto nel 1591);
- Francis Devereux, morto bambino.

Dal secondo marito Robert Dudley, I conte di Leicester ebbe un solo figlio:
- Robert Dudley, Lord di Denbigh (1581- 19 luglio 1584).

## Ascendenza
|                   |              |                                      | Genitori                          |  |  | Nonni |  |  | Bisnonni       |  |  | Trisnonni       |  |
|                   |              |                                      |                                   |  |  |       |  |  | Robert Knollys |  |  | Richard Knollys |  |
|                   |              |                                      |                                   |  |  |       |  |  | Robert Knollys |  |  | Richard Knollys |  |
|                   |              | Margaret D'Oyley                     |                                   |  |  |       |  |  | Robert Knollys |  |  |                 |  |
| Robert Knollys    |              |                                      |                                   |  |  |       |  |  | Robert Knollys |  |  |                 |  |
|                   |              | Elizabeth Troutbeck                  | John Troutbeck                    |  |  |       |  |  |                |  |  |                 |  |
|                   |              | Elizabeth Troutbeck                  | John Troutbeck                    |  |  |       |  |  |                |  |  |                 |  |
|                   |              | Elizabeth Troutbeck                  | Margaret Hulse                    |  |  |       |  |  |                |  |  |                 |  |
| Francis Knollys   |              | Elizabeth Troutbeck                  |                                   |  |  |       |  |  |                |  |  |                 |  |
|                   |              | Thomas Penystone                     | Richard Penystone                 |  |  |       |  |  |                |  |  |                 |  |
|                   |              | Thomas Penystone                     | Richard Penystone                 |  |  |       |  |  |                |  |  |                 |  |
|                   |              | Thomas Penystone                     | Margaret Herris                   |  |  |       |  |  |                |  |  |                 |  |
| Lettice Penystone |              | Thomas Penystone                     |                                   |  |  |       |  |  |                |  |  |                 |  |
|                   |              | Alice Bulstrode                      | Richard Bulstrode                 |  |  |       |  |  |                |  |  |                 |  |
|                   |              | Alice Bulstrode                      | Richard Bulstrode                 |  |  |       |  |  |                |  |  |                 |  |
|                   |              | Alice Bulstrode                      | Alice Knyffe                      |  |  |       |  |  |                |  |  |                 |  |
| Lettice Knollys   |              | Alice Bulstrode                      |                                   |  |  |       |  |  |                |  |  |                 |  |
|                   | Thomas Carey | William Carey                        |                                   |  |  |       |  |  |                |  |  |                 |  |
|                   | Thomas Carey | William Carey                        |                                   |  |  |       |  |  |                |  |  |                 |  |
|                   | Thomas Carey | Alice Fulford                        |                                   |  |  |       |  |  |                |  |  |                 |  |
| William Carey     | Thomas Carey |                                      |                                   |  |  |       |  |  |                |  |  |                 |  |
|                   |              | Margaret Spencer                     | Robert Spencer                    |  |  |       |  |  |                |  |  |                 |  |
|                   |              | Margaret Spencer                     | Robert Spencer                    |  |  |       |  |  |                |  |  |                 |  |
|                   |              | Margaret Spencer                     | Eleanor Beaufort                  |  |  |       |  |  |                |  |  |                 |  |
| Catherine Carey   |              | Margaret Spencer                     |                                   |  |  |       |  |  |                |  |  |                 |  |
|                   |              | Thomas Boleyn, I conte del Wiltshire | William Boleyn                    |  |  |       |  |  |                |  |  |                 |  |
|                   |              | Thomas Boleyn, I conte del Wiltshire | William Boleyn                    |  |  |       |  |  |                |  |  |                 |  |
|                   |              | Thomas Boleyn, I conte del Wiltshire | Margaret Butler                   |  |  |       |  |  |                |  |  |                 |  |
| Mary Boleyn       |              | Thomas Boleyn, I conte del Wiltshire |                                   |  |  |       |  |  |                |  |  |                 |  |
|                   |              | Elizabeth Howard                     | Thomas Howard, II duca di Norfolk |  |  |       |  |  |                |  |  |                 |  |
|                   |              | Elizabeth Howard                     | Thomas Howard, II duca di Norfolk |  |  |       |  |  |                |  |  |                 |  |
|                   |              | Elizabeth Howard                     | Elizabeth Tilney                  |  |  |       |  |  |                |  |  |                 |  |
|                   |              | Elizabeth Howard                     |                                   |  |  |       |  |  |                |  |  |                 |  |